# Páni z Klinštejna
Páni z Klinštejna byli starou panskou rodinou z Českolipska, vzešlou z Ronovců. Jsou známí z období 13. až 17. století. Klinštejnové se zapojili do sporu mezi českým králem Janem Lucemburským a českou šlechtou po uvěznění šlechtice Jindřicha z Lipé v roce 1315. Rod vymřel po meči.

## Původ a počátky rodu
Soudě dle užívaného erbu (černé ostrve ve zlatém poli) pocházeli páni z Klinštejna ze starobylého rodu Ronovců. Erb používaly i další šlechtické rodiny z severních Čech, páni z Dubé, z Lipé, z Lichtemburka.
Smil zvaný Světlický po sobě zanechal tři potomky: dceru Scholastiku, jeptišku v doksanském klášteře, staršího syna Častolova a mladšího Jindřicha, který zastával v letech 1232–1237 úřad královského purkrabího v Budyšíně. Od 40. let 13. století se na královském dvoře objevila nová generace Ronovců. Častolov ze Žitavy po sobě zanechal potomky: Hynka (též Jindřicha) ze Žitavy, Častolova mladšího ze Žitavy a Chvala ze Žitavy. Potomkem Častolova mladšího byl Záviš ze Stružnice (1281–1291), zakladatel pánů z Klinštejna. V jeho držení se nacházely statky na pravém břehu Ploučnice, dále mezi Žandovem a Stružnicí, Volfarticemi a Dolní Libchavou. Na hradě Houska se připomíná v roce 1291.
Roku 1281 musel Záviš ze Stružnice zaplatit z dědictví po otci řádu německých rytířů pokuty za způsobenou škodu na jejich majetku. Pokutu hradil ve výši 9 hřiven z každoročního výnosu ze vsi Volfartice. Na konci 13. století poblíž městečka a hradu Lipý (dnešní Česká Lípa) postavil dřevěný hrad Klinštejn. V roce 1291 byl Záviš označován jako purkrabí na Housce a tehdy se vzdal svých práv po otci nad vesnicemi doksanského kláštera – v záznamu jsou uvedeny Horní a Dolní Police, Stoupná, Bělá a Grundis. Záviš či jeho potomci měli na začátku 14. století ve svém držení mimo Klinštejna Žandov, Skalici, Horní a Dolní Libchava, Častolovice, Radeč a možná i další. Záviš po sobě zanechal syny:
- Protiva ze Žandova (1341), držel Žandov
- Bohuněk z Klinštejna (1341–1363), držel Žandov, Klinštejn, Skalici, Volfartice
- Půta z Klinštejna a ze Žandova (1339–1343), držel Žandov, Klinštejn, Vinařice
- Záviš z Klinštejna (1363–1372), držel Skalici, Libchavu (Horní a Dolní)
- Čeněk ze Žandova (1341–1364), držel Žandov
- Vilém ze Žandova (1341) zmíněn na Žandově
- Hynek ze Žandova (1341–1370), seděl na Žandově[6]

Bratři Bohuněk (Bohunko) a Půta (Potho) z Klinštejna (von Klingstein) prezentovali 9. května 1343 za zemřelého faráře v Žandově kněze Jana (Johannes) a dva roky před tím 11. února 1341 věnovali za spásu svých zemřelých rodičů bratři ze Žandova: Půta, Čeněk (Czenko), Vilém (Wilhelm), Hynek (Hinko) a Protiva kostelu v Žandově na své vsi Radči jeden a půl lánu se 3 kopami úroku a všechny tamější užitky. Bratrům svědčil Bohuněk z Klinštejna.
Dne 23. května 1362 ustanovil Bohuněk, rytíř z Klinštejna (Bohunko, Ritter von Klingstein) farářem ve Skalici (Langenau) Mikuláše (Nikolaus), před tím působícího ve Cvikově (Zwickau). Instalován byl děkanátem v Lípě. Farář Mikuláš nepůsobil ve Skalici ani rok, jelikož již 7. ledna 1363 prezentoval rytíř Bohuněk do kostela ve Skalici kněze Jakuba z Loun (Jakobus) a tentýž den za přeloženého Jakuba ve Volfarticích (Wolfersdorf) kněze Valtra z Lípy (Walther von Leipa).

## Záviš z Klinštejna a jeho bratři
Brzy po smrti Bohuňka 2. prosince 1363 dosadil Záviš z Klinštejna (Zawistonis de Clynngenstein, též Sawisto) a jeho bratři za zemřelého faráře Jana (Johann) do Horní Libchavy faráře Jakuba (Jakob). Jednalo se o Jana, který před tím sloužil ve Skalici a ještě před tím snad ve Volfarticích. O několik dní později (18. prosince 1363) prezentoval Záviš s bratry za Jakuba do Skalice kněze Mikuláše ze Žatce (Nicolaus von Saaz). Dne 1. října 1370 dal Půta ze Žandova a Hynek z Klinštejna, patroni kostela, aby si farář Mikuláš (Nikolaus) z Merboltic (Mertendorf) s farářem ve Volfarticích.
O dva roky později (31. května 1372) prezentovali bratři z Klinštejna Hynek, Jindřich (Heinrich), Bušek, Zdeněk, Henzlín, Frydman (Fridmann) a Půta ze Žandova (za sirotky svého bratra Záviše z Klinštejna) do kostela sv. Jakuba Staršího v Horní Libchavě za zemřelého Jakuba kněze Jana (Johann), syna Herbarda z Lípy. Dne 8. srpna 1372 titíž urození pánové z Klinštejna a za sirotky Půta ze Žandova jmenují za zemřelého faráře Mikuláše na faru ve Skalici kněze Jindřicha ze Vzdouně (? Heinrich von Nabden) Záviš z Klinštejna zanechal potomky:
- Hynek z Klinštejna (1372–1378), držel Skalici, Volfartice, Libchavu
- Jindřich z Klinštejna (1372–1377), držel Skalici, Libchavu
- Bušek z Klinštejna (1372–1377), držel Skalici, Libchavu
- Čeněk z Klinštejna (1372–1388), držel Skalici, Volfartice, Libchavu
- Henzlín z Klinštejna (1372–1383), držel Skalici, Volfartice, Libchavu
- Frydman z Klinštejna (1372–1380), držel Skalici, Volfartice, Libchavu
- Půta ze Žandova (1363–1378), držel Skalici, Volfartice, Libchavu[6]

## Rozrod
V 15. století se rodina rozdělila do tří rodových větví.

### Kokořínští
Kokořínská větev vymřela záhy, ještě v témže století. Je zmiňována u hradu Kokořín.

### Škvorečtí
Významným představitelem rodiny byl Čeněk z Klinštejna, který byl purkrabím Pražského hradu a v letech 1463 až 1480 královským prokurátorem (tehdy nová funkce). Jeho úkolem bylo vymáhat pohledávky krále vůči jeho dlužníkům. Zemřel roku 1480.

### Míčanové
Rozrod od Jindřich z Klinštejna. Rodina se v záznamech té doby uváděla i jako Míčanové z Klinštejna a z Roztok. Měla v druhé půli 15. století v držení drobné statky v severních Čechách. Jejich představitelem byl Jindřich ze Sulislavic a Roztok. Jeho potomci získali Vinařice, Toužetín a Žirotín. Tato větev (a tím i Klinštejnové vůbec) vymírá úmrtím Ignáce Vojtěcha roku 1663 v Praze.